# رونيتا سميث
رونيتا سميث (بالإنجليزية: Ronetta Smith) هي عداءة مسافات قصيرة جامايكية ولدت في يوم 2 مايو 1980، أبرز إنجازاتها كان فوزها بالميدالية البرونزية في دورة الألعاب الأولمبية الصيفية 2004 في أثينا في سباق 4×400 متر مع الفريق الجامايكي، كما سبق له الفوز بالميدالية الفضية في بطولة العالم لألعاب القوى 2005 في هلسنكي وبالميدالية البرونزية في بطولة العالم لألعاب القوى 2003 في باريس بنفس السباق.

## روابط خارجية
- رونيتا سميث على موقع الاتحاد الدولي لألعاب القوى (الإنجليزية)
- رونيتا سميث على موقع اللجنة الأولمبية الدولية (الإنجليزية)
- رونيتا سميث على موقع أوليمبيديا (الإنجليزية)
- رونيتا سميث على موقع اتحاد ألعاب الكومنولث (مؤرشف) (الإنجليزية)